# Pilidium acerinum
Pilidium acerinum är en svampart som först beskrevs av Alb. & Schwein., och fick sitt nu gällande namn av Kunze 1823. Pilidium acerinum ingår i släktet Pilidium, ordningen disksvampar, klassen Leotiomycetes, divisionen sporsäcksvampar och riket svampar.   Inga underarter finns listade i Catalogue of Life.